# Florencio IV de Holanda
Florencio IV de Holanda, nacido el 24 de junio de 1210 en  La Haya, muerto el 19 de julio de 1234 en Corbie , fue conde de Holanda desde 1222 a 1234. Era hijo de Guillermo I, conde de Holanda, y de Adelaida de Güeldres.
Sucedió a su padre a la edad de doce años bajo la tutela de su tío materno, Gerardo,  conde de Güeldres.
En mayo de 1222, acudió junto a su tutor a Aquisgran a la coronación de Enrique de Hohenstaufen,  como rey de Romanos.
Dos años más tarde, fundó en Loosduinen, con sus propios fondos,  un convento de religiosas de la orden del Císter.
Adquirió la tierra de Heusden y Altena.

## Guerra contra el Obispo de Utrecht
Apenas iniciado su gobierno, se vio envuelto en la guerra que su tío Gerardo mantenía con Otón II de Lippe, obispo de Utrecht. No se sabe muy bien la causa de la disputa, pero podría tener su origen en las exacciones de impuestos a los súbditos del obispo en la comarca de Saaland. Es posible que los aduaneros del conde de Güeldres hubieran exigido con demasiada severidad los derechos de peaje, lo que perturbaba fuertemente el comercio que los mercaderes de Utrecht hacían a lo largo del Rin.
Fuera como fuera, los holandeses aprovecharon la ocasión para saquear Gein y reducir a cenizas la casa que allí tenía el obispo. Poco más tarde el legado del papa concertó una tregua, que pronto se cambió por una paz sólida, concluida entre las dos partes beligerantes en 1225.
Sin embargo, en 1227 apoyó la revuelta de los campesinos de Drente frente al obispo de Utrecht.
En 1233, su hermano Otón fue nombrado obispo de Utrecht, sede vacante tras la muerte del obispo Willebrando.
Bien para favorecer a su hermano o para defender a Holanda de las inundaciones, el conde, que acaba de casarse con Matilde, hija de Enrique, duque de Brabante, mandó construir un dique desde Amerongen hasta Schoohoven.

## Cruzada contra Stade
Los habitantes de la ciudad de Stade, de la diócesis de Bremen,  eran sospechosos de herejía, por su extravagante doctrina  y, sobre todo, porque se negaban a pagar los diezmos. En 1234, el papa Gregorio IX publicó una cruzada contra ellos como paganos e idólatras.
El conde Florencio, así como otros nobles, marchó como cruzado contra Stade. Según algunos historiadores entró en el Mar del Norte con una flota de más trescientas velas, entre holandeses y zelandeses. Lo bien cierto es que, después de una vigorosa resistencia, los habitantes de Stade fueron derrotados. Se señala que los holandeses perdieron en esta guerra, entre otros, a Guillermo, abad de Egmond.

## El torneo de Corbies

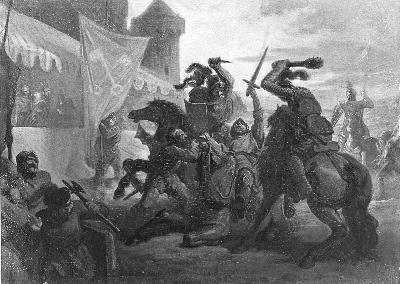
Muerte de Florencio en Corbie. Obra de Jacobus van Dijck.

Felipe Hurepel, conde de Clermont, invitó a Florencio a un torneo que había de tener lugar en Corbie en el norte de Picardía. El conde de Holanda causó la admiración de todo el mundo por su destreza y su valor, al punto de que la joven condesa de Clermont le prodigó los elogios más halagüeños.
Sea porque los fuertes aplausos de su joven esposa disgustaron al viejo conde, sea porque todos sus paladines habían sido vencidos por Florencio, lo que era un simple juego resultó un asunto muy serio.  El conde de Clermont, ayudado por los suyos, atacó al conde de Holanda, y tras una fuerte resistencia de éste, lo mató.
Teodorico, conde de Clèves vengó  a su vez la muerte de Florencio lanzándose sobre el de Clermont acabando con su vida.
Florencio IV fue asesinado el 18 o 19 de julio de 1234 y su cuerpo, trasladado a Holanda, fue enterrado en la Abadía de Rijnsburg.

## Matrimonio y descendencia
Florencio IV se casó con Matilde de Brabante, hija de Enrique I, duque de Brabante, y de Matilde de Boulogne y de Alsacia. El matrimonio tuvo 5 hijos:
- Guillermo (1227–1256), conde de Holanda y rey de Romanos.
- Florencio  (h.1228–1258), regente de Holanda (1256–1258).
- Adelaida (h.1230–1284), regente de Holanda (1258–1263), esposa de Juan I de Avesnes (1246).
- Margarita de Holanda (1234–1276), condesa de Henneberg, esposa de Herman I de Henneberg (1249)
- Matilde